# Zentaurenbrunnen (Bremen)

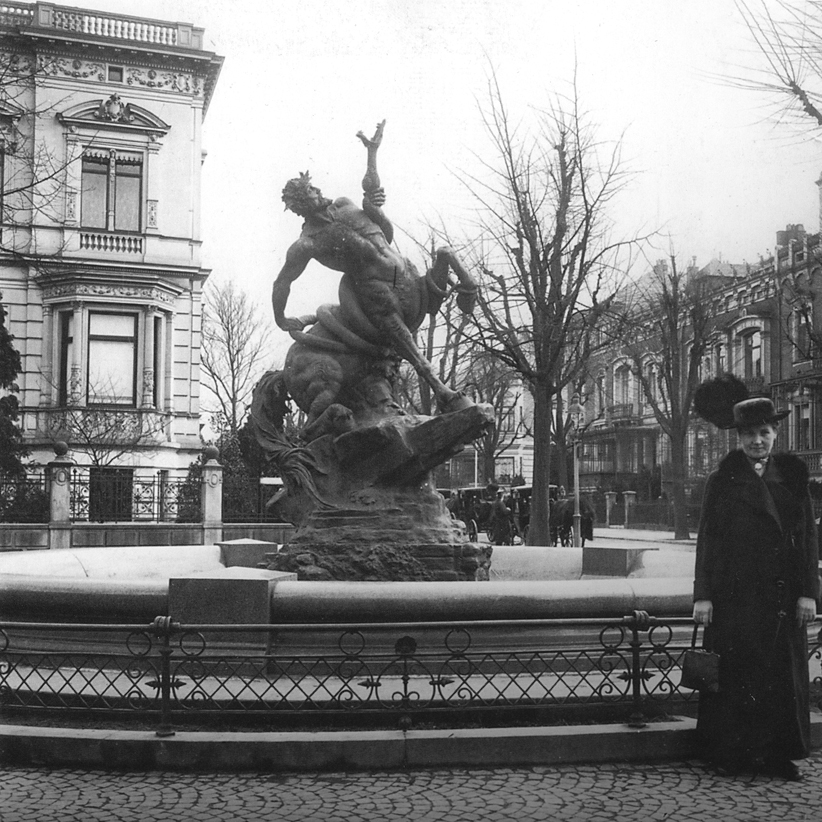
Der Zentaurenbrunnen von 1891 am ursprünglichen Standort. Foto um 1900

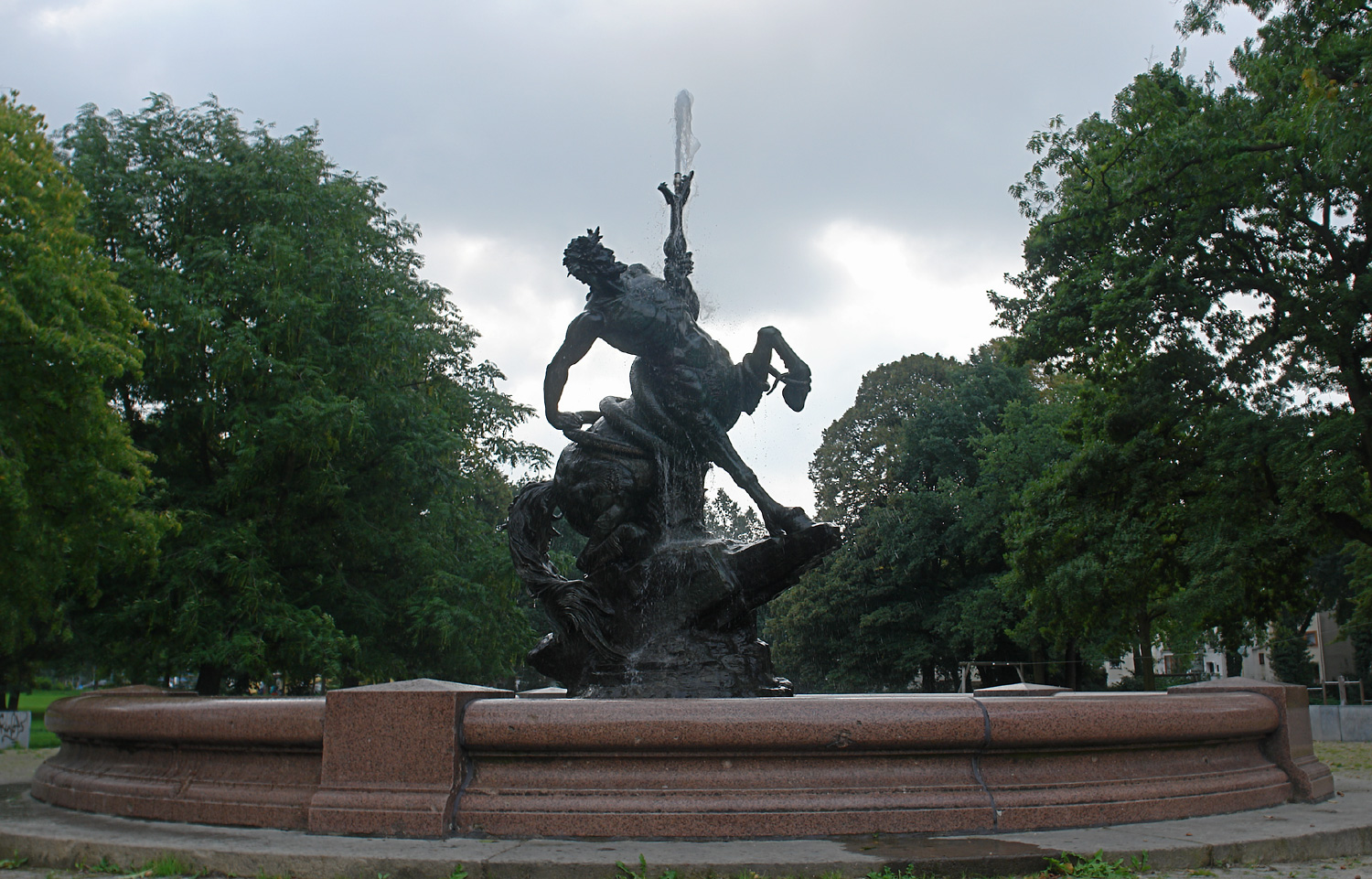
Der Zentaurenbrunnen am heutigen Standort.

Zum Zentaurenbrunnen von 1891 ist ein Brunnen in Bremen. Sein Kernstück ist die Bronzeskulptur eines mit einer Schlange kämpfenden Pferdemenschen (Zentaur, aus lat. centaurus, auch Kentaur) des Bildhauers August Sommer. Der Brunnen ist heute im Leibnizplatzpark im Bremer Stadtteil Neustadt aufgestellt, der als Teil der Neustadtswallanlagen an den Leibnizplatz grenzt.

## Geschichte
Unter der Bedingung, dass Bremen für Wasserkosten und Instandhaltung aufkomme, bot der Kaufmann Heinrich August Gildemeister seiner Vaterstadt 1889 an, auf seine Kosten einen Brunnen zu errichten, zu dem der in Rom lebende August Sommer bereits ein Modell gefertigt hatte. Die Stiftung war nicht ganz uneigennützig, war sie doch für einen Platz unmittelbar vor seinem Wohnhaus an der Straßenecke Bismarckstraße/Schwachhauser Chaussee (heute Schwachhauser Heerstraße) vorgesehen und sollte an Stelle einer Litfaßsäule treten. Die Anregung kam vermutlich von Arthur Fitger, der sich rühmte, auf den auch in Rom wenig bekannten August Sommer aufmerksam gemacht zu haben. 
Am 22. September 1891 wurde der Brunnen, dessen aus rotem Granit gefertigte Teile der Architekt Eduard Gildemeister entworfen hatte, aufgestellt. Die Bronzefigur war 1890 von Nelli in Rom gegossen worden. Den ursprünglichen Mosaikboden („mit Delphinen und anderem Wassergetier“) des Brunnens gestaltete die Mosaikfabrik Dortmunder Mosaik Rudolf Leistner.
Im Zweiten Weltkrieg entging die Bronzeskulptur der „Materialspende“ für die Kriegsindustrie. Nach dem Krieg verzögerte sich die Wiederaufstellung durch verändernde Verkehrsplanungen am alten Standort. Mit dem Leibnizplatz in der Bremer Neustadt wurde eine geeignete neue Stelle gefunden und der Brunnen dort am 5. August 1958 wiederaufgebaut. Die Centauren-Apotheke, die sich heute noch in der Nähe des ehemaligen Standorts befindet, hat ihren Namen in der ursprünglichen Schreibweise des 19. Jahrhunderts behalten.

## Die Skulptur des Zentauren
Auf schmalem Fels balancierend bäumt sich der Zentaur in die Höhe, um sich einer Schlange zu erwehren, die ihn umschlungen hat. Seine Aufwärtsbewegung wird gesteigert durch die eingeknickten Hinterläufe und die Vertikale des Schlangenkopfes, der auch dem emporschießenden Wasserstrahl seine Richtung vorgibt. 
Naturalistisch ausmodelliert und in seiner Komposition an Bildwerke des Manierismus oder der Barockzeit erinnernd, entspricht das Werk dem pompösen Kunstideal des späten Historismus. 
Eine bildprägende Überlieferung in Literatur oder Ikonographie zum Thema eines Kampfes zwischen Kentaur und Schlange gibt es nicht. Die Interpretation, man könne „diesen Centaurenkampf als symbolische Darstellung des Konkurrenzkampfes der imperialistischen Kolonialmächte untereinander auffassen“, ist eine durch nichts belegte Spekulation. Auch die wiederholt diskutierte Frage, ob Gildemeister mit dem Brunnen die Setzung eines in der Tat geplanten Bismarck-Denkmals vor seinem Haus verhindern wollte, oder gar die (einer Bismarck-Ringpython freilich ganz unähnliche) Schlange eine versteckte Anspielung auf den listigen Reichskanzler enthält, ist kaum mit ausreichender Sicherheit zu beantworten. Ob dem Bildthema eine inhaltliche Intention zugrunde liegt, muss dahingestellt bleiben. Vergleichbar ist ein ähnliches Motiv, das den Kampf des Kentauren gegen einen Drachen auf dem barocken Brunnen des Marktplatzes von Frohburg (Sachsen) aus dem Jahre 1899 zeigt.
Eine wesentlich verkleinerte Variante des Brunnens wurde 1902 in der Vorhalle des Coburger Rathauses aufgestellt.

### Inschrift
Seiner Vaterstadt gest. von Heinrich A. Gildemeister. Entworfen u. ausgeführt von A. Sommer in Rom 1890

## Nachweise
1. ↑  Weserzeitung 23. September 1891
2. ↑  Mielsch, S. 55
3. ↑  So Albrecht, S. 149
4. ↑  Scholz, S. 74f., Anm. 31
5. ↑  Der Künstler schenkte den Zimmerbrunnen mit der Zentaurenplastik im hohen Alter seiner Vaterstadt. (Siehe Arnold Rehm: "Vater" des Centaurenbrunnens in Coburg entdeckt, in: Bremer Nachrichten, 30. Dezember 1961, mit Abb.) Auch ein Gipsmodell der Skulptur befindet sich (2014) im Westpavillon des Coburger Hofgartens, es könnte identisch sein mit dem Modell, das schon vor Auftragsvergabe, 1889, dem Bremer Senat als Foto vorgelegt wurde.